# Liste der Herrscher namens Balduin
Balduin hießen folgende Herrscher:

## Balduin I.
- Balduin I. (Lateinisches Kaiserreich), Kaiser (1204–1205)
  - Balduin I. (Jerusalem), König (1100–1118) und als Balduin I. Graf von Edessa (1098–1100)
  - Baudouin I. (Belgien), König (1950–1993)
    - Balduin I. (Namur), Graf (1184–1195), als Balduin VIII. auch Graf von Flandern (1191–1195)
    - Balduin I. (Flandern), Graf (864–879)

- Balduin I. (Hennegau) ist: Balduin VI. (Flandern)

## Balduin II.
- Balduin II. (Lateinisches Kaiserreich), Kaiser (1228–1261)
  - Balduin II. (Jerusalem), König (1118–1131) und als Balduin II. Graf von Edessa (1100–1118)
    - Balduin II. (Flandern), der Kahle, Graf (879–918)
    - Balduin II. (Hennegau), Graf (1071–1098)
    - Balduin II. (Namur), Graf (1237–1263)

## Balduin III.
- Balduin III. (Jerusalem), König (1143–1162)
  - Balduin III. (Hennegau), Graf (1098–1120)
  - Balduin III. (Guînes) († 1244), Graf von Guînes
    - Balduin III. (Flandern), Mitregent (958–962)

## Balduin IV.
- Balduin IV. (Jerusalem), König (1174–1185)
  - Balduin IV. (Flandern) Schönbart, Graf (988–1037)
  - Balduin IV. (Hennegau), Graf (1120–1171)

## Balduin V.
- Balduin V. (Jerusalem), König (1185–1186)
  - Balduin V. (Flandern), der Fromme, Graf (1036–1067)
  - Balduin V. (Hennegau), Graf (1171–1195)

## Balduin VI.–IX.
- Balduin VI. (Flandern), Graf (1067–1070)
- Balduin VI. (Hennegau), Graf (1195–1205) ist: Balduin I. (Lateinisches Kaiserreich)

- Balduin VII. (Flandern), Graf (1111–1119)

- Balduin VIII. (Flandern), Graf (1191–1195) ist: Balduin V. (Hennegau)
- Balduin IX. (Flandern), Graf (1195–1205) ist: Balduin I. (Lateinisches Kaiserreich)

## Balduin...
- Balduin von Boulogne ist: Balduin I. (Jerusalem)
- Balduin von Flandern ist: Balduin I. (Lateinisches Kaiserreich)
- Balduin von Toulouse (1165–1214), Vizegraf von Bruniquel und Lautrec
- Balduin (Vizegraf von Nablus) (lat. Balduinus, frz. Baudouin; † nach 1164), Vizegraf der Herrschaft Nablus und Herr von Vaux Moise

## Kirchliche Herrscher
- Balduin, Erzbischof von Salzburg (1041–1060)
- Balduin von Exeter, Erzbischof von Canterbury (1185–1190)
- Balduin von Luxemburg (auch Balduin von Lützelburg oder Balduin von Trier), Erzbischof und Kurfürst von Trier (1307–1354)
- Balduin von Steinfurt, Bischof von Paderborn (1341–1361)
- Balduin von Straßburg, Bischof von Straßburg (1100)